# Jari Rinne
Jari Rinne (Lahti, 4 mei 1964) is een voormalig profvoetballer uit Finland, die speelde als middenvelder gedurende zijn carrière. Hij beëindigde zijn actieve loopbaan in 1993 bij Kuusysi Lahti, de club die hij diende vanaf 1981 en met wie hij vijfmaal landskampioen werd.

## Interlandcarrière
Rinne kwam in totaal vijftien keer uit voor de nationale ploeg van Finland in de periode 1986–1992. Hij maakte zijn officieuze debuut onder leiding van bondscoach Jukka Vakkila op 5 augustus 1986 in de vriendschappelijke wedstrijd tegen Zweden (3-1 nederlaag) in Lisalmi, net als Petri Sulonen, Tuomo Pasanen, Juha Laaksonen, Petter Setälä, Marko Myyry, Erik Holmgren, Markku Kanerva en Reijo Vuorinen.

## Erelijst
Kuusysi Lahti
- Veikkausliiga

1982, 1984, 1986, 1989, 1991
- Suomen Cup

1983, 1987